# Algustorp
Algustorp is een plaats in de Zweedse gemeente Hässleholm in het landschap Skåne en de provincie Skåne län. De plaats heeft 78 inwoners (2005) en een oppervlakte van 35 hectare.